# Primera Regional de Navarra 1971-72
La temporada 1971-72 de Primera Regional de Navarra es cuarto nivel de las Ligas de fútbol de España para los clubes de Navarra y La Rioja, por debajo de la Tercera División de España

## Sistema de competición
Los 20 equipos en un único grupo, que se enfrentan a doble vuelta, una vez en casa y otra en el campo del equipo rival, todos contra todos.
El primer clasificado ascendió directamente y el segundo jugó una promoción de permanencia-ascenso contra uno de los clasificados entre los puestos 13.º a 16.º de cada grupo en Tercera División. 
Los puestos de descenso directo son variables, dependiendo de los ascensos a Tercera División y los descensos desde esta categoría de equipos riojanos y navarros. Se deben compensar con los cuatro ascensos desde Segunda Regional.

## Clasificación[1]
| Pos. | Equipo                           | Pts. | PJ | G  | E  | P  | GF | GC | Dif. |                                |
| ---- | -------------------------------- | ---- | -- | -- | -- | -- | -- | -- | ---- | ------------------------------ |
| 1    | U. D. C. Chantrea (C, A)         | 60   | 38 | 26 | 8  | 4  | 77 | 28 | +49  | Ascenso a Tercera              |
| 2    | C. Atlético Osasuna Promesas (A) | 57   | 38 | 22 | 13 | 3  | 80 | 24 | +56  | Promoción de ascenso a Tercera |
| 3    | C. D. Burladés                   | 50   | 38 | 20 | 10 | 8  | 64 | 31 | +33  |                                |
| 4    | A. D. San Juan                   | 39   | 38 | 16 | 7  | 15 | 62 | 44 | +18  |                                |
| 5    | C. D. Muskaria de Tudela         | 49   | 38 | 20 | 9  | 9  | 55 | 35 | +20  |                                |
| 6    | A. D. San Juan                   | 39   | 38 | 16 | 7  | 15 | 62 | 44 | +18  |                                |
| 7    | C. D. Izarra                     | 38   | 38 | 15 | 8  | 15 | 56 | 59 | −3   |                                |
| 8    | C. Atlético Artajonés            | 37   | 38 | 15 | 7  | 16 | 78 | 64 | +14  |                                |
| 9    | C. D. Alfaro                     | 37   | 38 | 16 | 5  | 17 | 63 | 66 | −3   |                                |
| 10   | C. D. Arnedo                     | 36   | 38 | 15 | 6  | 17 | 48 | 53 | −5   |                                |
| 11   | C. D. Pamplona                   | 35   | 38 | 13 | 9  | 16 | 51 | 57 | −6   |                                |
| 12   | C. D. Calahorra                  | 35   | 38 | 14 | 7  | 17 | 43 | 55 | −12  |                                |
| 13   | C. D. Alesves                    | 33   | 38 | 15 | 3  | 20 | 59 | 71 | −12  |                                |
| 14   | C. D. Cortes                     | 33   | 38 | 13 | 7  | 18 | 39 | 53 | −14  |                                |
| 15   | Náxara C. D.                     | 33   | 38 | 12 | 9  | 17 | 41 | 65 | −24  |                                |
| 16   | C. D. La Calzada                 | 32   | 38 | 11 | 10 | 17 | 51 | 60 | −9   |                                |
| 17   | C. D. Logroñés Promesas          | 32   | 38 | 11 | 10 | 17 | 50 | 61 | −11  |                                |
| 18   | Peña Balsamaiso C. F. (D)        | 29   | 38 | 10 | 9  | 19 | 37 | 69 | −32  | Descenso a Segunda Regional    |
| 19   | C. D. Iruña (D)                  | 24   | 38 | 10 | 4  | 24 | 44 | 73 | −29  | Descenso a Segunda Regional    |
| 20   | C. Atlético Cirbonero (D)        | 19   | 38 | 5  | 9  | 24 | 35 | 84 | −49  | Descenso a Segunda Regional    |

 Fuente: Fútbol Regional

## Promoción de ascenso[2]
| Equipo 1                     | Agr. | Equipo 2             | Ida | Vuelta |
| ---------------------------- | ---- | -------------------- | --- | ------ |
| C. Atlético Osasuna Promesas | 3-2  | C. F. Júpiter Leonés | 2-0 | 1-2    |

| Ida; 11 de junio de 1972 | C. Atlético Osasuna Promesas | 2-0 | C. F. Júpiter Leonés |  |  |

| Vuelta; 18 de junio de 1972 | C. F. Júpiter Leonés | 2-1 (Global 2:3) | C. Atlético Osasuna Promesas |  |  |

| Asciende a Tercera División el |
| C. Atlético Osasuna Promesas   |